# Szczecno (gmina)
Szczecno – dawna gmina wiejska istniejąca do 1954 roku w woj. kieleckim. Siedzibą władz gminy było Szczecno. 
Za Królestwa Polskiego gmina Szczecno należała do powiatu kieleckiego w guberni kieleckiej (utworzonej w 1867). 13 stycznia 1870 część obszaru gminy Szczecno włączono do nowo utworzonej wiejskiej gminy Daleszyce.
W okresie międzywojennym gmina Szczecno należała do powiatu kieleckiego w woj. kieleckim. Po wojnie gmina zachowała przynależność administracyjną. Według stanu z dnia 1 lipca 1952 roku gmina składała się z 11 gromad: Borków, Czarna, Górki, Holendry, Komórki, Marzysz, Pierzchnianka, Skrzelczyce, Słopiec Szlachecki, Ujny i Szczecno.
Jednostka została zniesiona 29 września 1954 roku wraz z reformą wprowadzającą gromady w miejsce gmin. Po reaktywowaniu gmin z dniem 1 stycznia 1973 roku gminy Szczecno nie przywrócono, a jej dawny obszar wszedł głównie w skład gmin Daleszyce (w tymże powiecie i województwie) i Pierzchnica (w powiecie buskim w tymże województwie).